# Domus Academica
Domus Academica, familièrement appelée Domma, est une résidence  étudiante située au centre-ville d'Helsinki, en Finlande.

## Description
La résidence est la plus ancienne résidence étudiante de Finlande. 
Elle appartient à l'union des étudiants de l'université d'Helsinki et est gérée par Ovenia. 
Elle offre des services aux étudiants et héberge diverses organisations de l'union étudiante. 
La résidence est située aux 9, rue Leppäsuonkatu et 14, rue Hietaniemenkatu, dans la zone Leppäsuo (fi) du quartier Etu-Töölö d'Helsinki. 
Elle est constituée de 4 bâtiments nommés A à D. 
Les bâtiments A et B sont construits en 1947, le bâtiment C en 1952, et le D en 1968. 
Le bâtiment C a commencé par abriter le personnel de presse pour les Jeux olympiques d'été de 1952.
De nos jours la résidence héberge environ 300 étudiants.
Pendant la période estivale, le bâtiment C est un hôtel d'été.
Le bâtiment C fait face au bâtiment casa Academica.

## Étymologie
La résidence est connue pour sa chaise Domus, originellement créée par Ilmari Tapiovaara pour ce bâtiment.

## Galerie

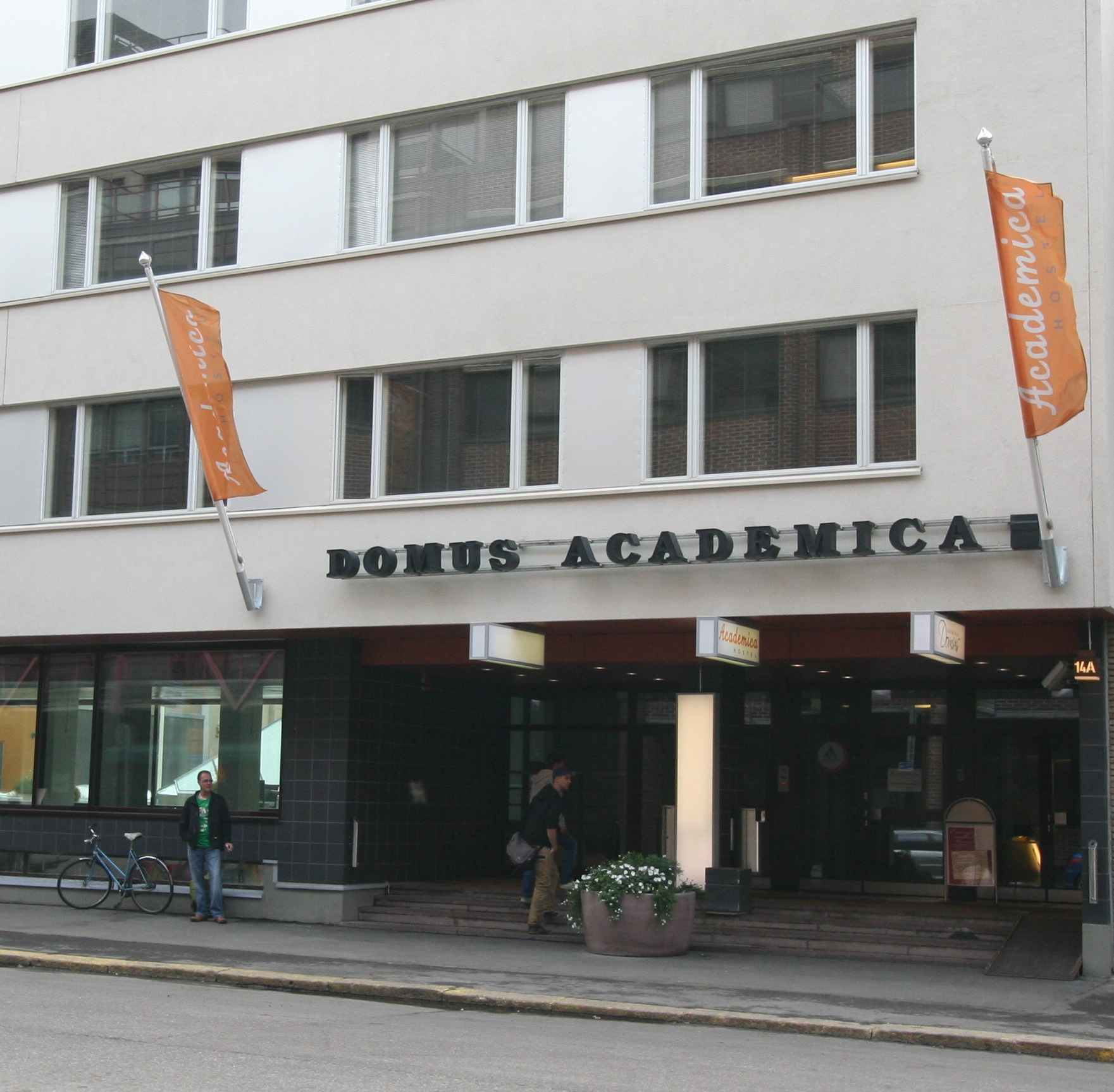
L'entrée du bâtiment C.
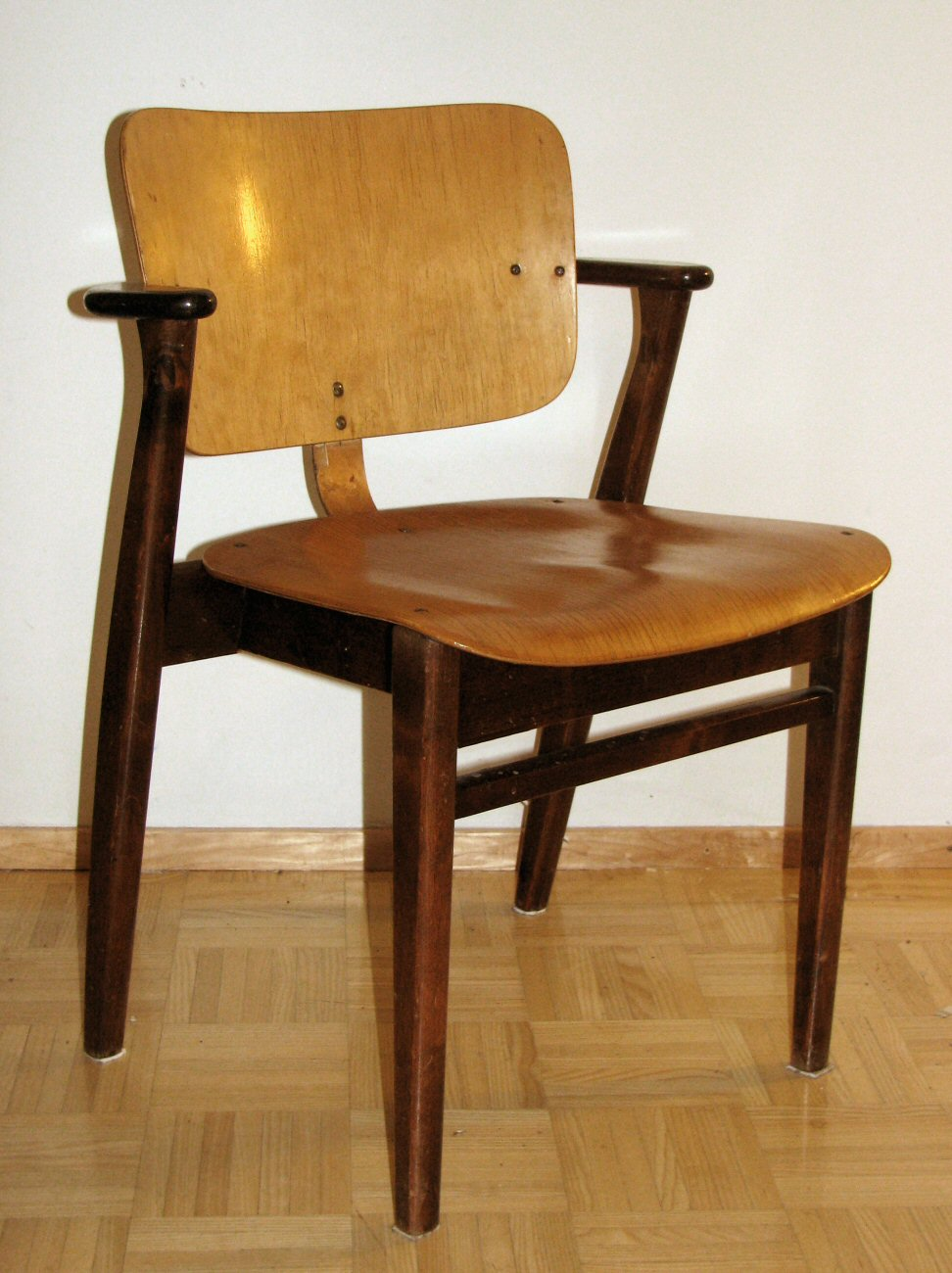
La chaise Domus.